# Siantar Nai Pospos
Siantar Nai Pospos is een bestuurslaag in het regentschap Tapanuli Utara van de provincie Noord-Sumatra, Indonesië. Siantar Nai Pospos telt 939 inwoners (volkstelling 2010).